# باشگاه ورزشی اولیویرنسه
باشگاه ورزشی اولیویرنسه (انگلیسی: U.D. Oliveirense) یک باشگاه ورزشی پرتغالی از شهر اولیویرا د آزمیس در ناحیه آوایرو است. این باشگاه در ۲۵ اکتبر ۱۹۲۲ تأسیس شد. تیم اصلی فوتبال در حال حاضر در ورزشگاه کارلوس اوسوریو با ظرفیت ۴۰۰۰ نفر و در لیگا پرتغال ۲ بازی می‌کند.

## دیگر رشته‌ها
این باشگاه به عنوان یک باشگاه چند ورزشی، تیم‌های بسیار موفقی را در رشته‌های هاکی با چرخ و بسکتبال نیز تشکیل می دهد. تیم هاکی با چرخ آن سه بار قهرمان تاچا د پرتغال شده است در حالی که تیم بسکتبال آن سوپرکاپ بسکتبال پرتغال و جام بسکتبال پرتغال را برده است. تیم دوچرخه سواری کلی–سیمولدس–یودی‌او که دارای مجوز تیم یوسی‌آی کانتینتال است، به این باشگاه وابستگی دارد.